# كولونغا
بلدية كولونغا (بالإسبانية: Colunga) هي بلدية تقع في منطقة أستورياس شمال غرب إسبانيا.

## الديموغرافيا
بلغ عدد سكان بلدية كولونغا 3.735 نسمة عام 2011 (وفقاً للمعهد الوطني للإحصاء الإسباني).
| 4.681 | 4.571 | 4.165 | 3.882 | 3.908 | 3.878 | 3.735 |

## أعلام
- فرنسيسكو غراندي
- خافيير فيلا